# Вёсс, Йозеф Венантиус фон
Йозеф Венантиус фон Вёсс (нем. Josef Venantius von Wöss; 13 июня 1863, Котор, ныне Черногория — 22 октября 1943, Вена) — австрийский композитор и хоровой дирижёр.
Сын офицера. С трёхлетнего возраста жил в Вене, учился игре на фортепиано, в 1880—1882 гг. учился в Венской консерватории, окончив класс композиции Франца Кренна. Работал хормейстером, в 1886—1889 гг. преподавал музыку в военном училище в Вайскирхене в Моравии, затем вернулся в Вену. В 1899—1900 гг. возглавлял Венскую певческую академию. Работал корректором в нотопечатне, для музыкального издательства Universal Edition осуществил множество клавирных переложений (в частности, шести симфонических сочинений Густава Малера); опубликовал также книгу «Густав Малер. Песнь о земле: тематический анализ» (нем. Gustav Mahler, Das Lied von der Erde: thematische Analyse; 1912). Занимал должность титулярного органиста в венских Церкви на Кальвариенберге и Церкви редемптористов. В 1913—1934 гг. редактировал посвящённый церковной музыке журнал Musica divina.
Автор многочисленных религиозных произведений, в том числе 16 месс и двух реквиемов, а также многочисленных песен. Вёссу принадлежат также три оперы: «Весенний обман» (нем. Die Lenzlüge; Эльберфельд, 1905), «Приключения Флавиенны» (нем. Flaviennes Abenteuer; Бреслау, 1910, по В. Шриферу) и «Камильхан» (Camilhan; не поставлена). В музыке Вёсса, особенно церковной, чувствуется влияние Антона Брукнера, о котором он оставил мемуарный очерк.